# تروریسم در آرژانتین

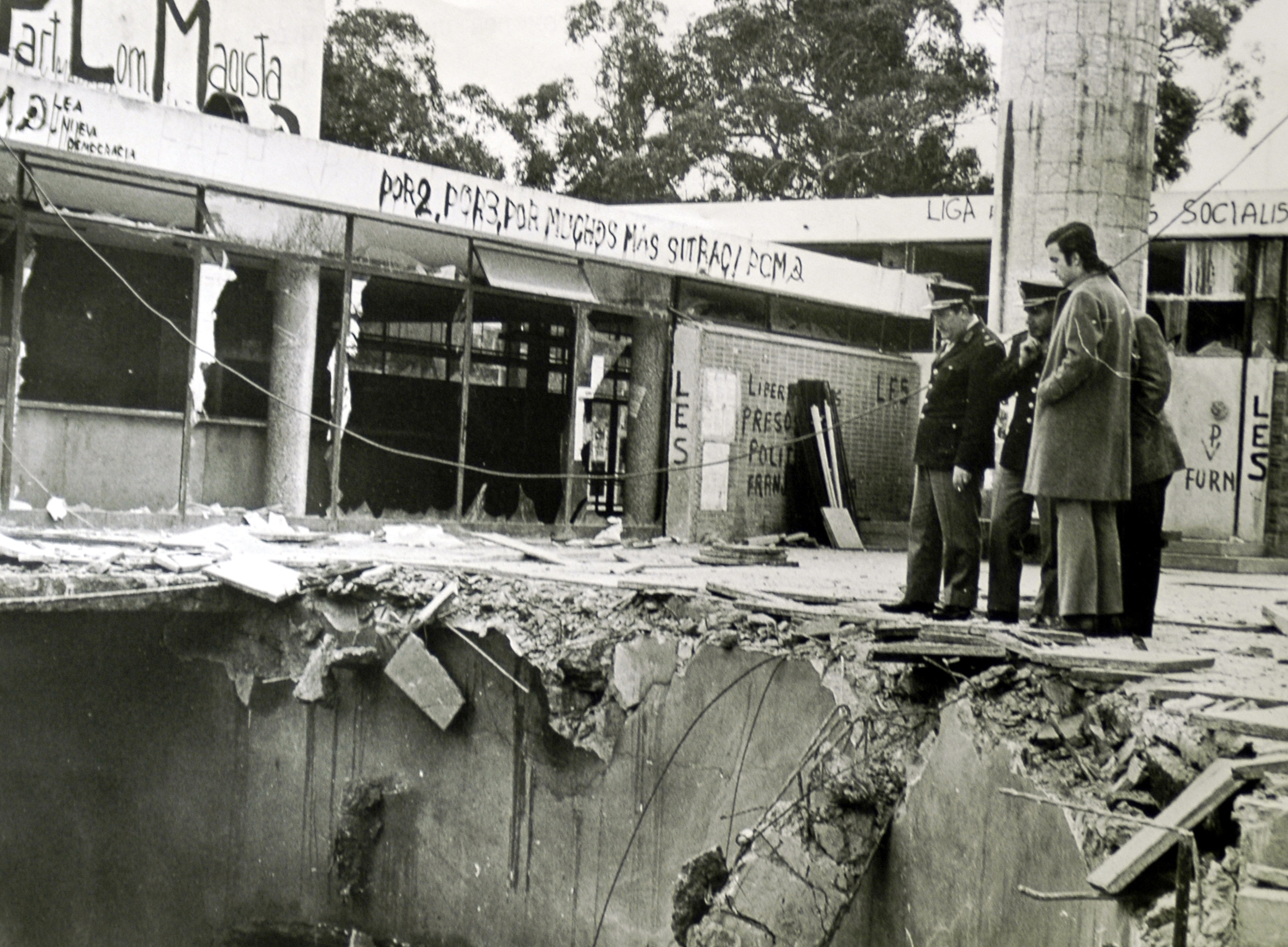
تروریسم در آرژانتین

تروریسم در آرژانتین (انگلیسی: Terrorism in Argentina) از سال‌های ۱۹۷۰ در جریان جنگ کثیف آرژانتین شروع شده‌است، جایی که در آن تعداد زیادی ترور با حمایت هر دو طرف دولت دمکراتیک ایزابل مارتینز دی پارون و پیروان دولت فاکتو در پروسه سازماندهی ملی. در سال‌های ۱۹۹۹۰، دو تهاجم تروریستی بزرگ در بوئنوس آیرس بوقوع پیوست که روی هم رفته ۱۱۵ کشته و ۵۵۵ زخمی برجای گذاشت.
مسؤل عملیات‌های تروریستی سال‌های ۱۹۷۰ گروه‌های رادیکالی بودند که توسط دولت دمکراتیک آرژانتین و بعداً توسط دولت نظامی حمایت می‌شدند. دولت همچنین به مطبوعات هشدار داده بود که گزارش‌های تروریسم را مینیمیزه بکنند.

## حملات تروریستی

### بمبگذاری سفارت اسرائیل ۱۹۹۲
در ۱۷ مارس ۱۹۹۲ یک بمبگذار انتحاری سفارت اسرائیل در بوئنوس آیرس را هدف قرار داد. در این حمله ۲۹ شهروند کشته و ۲۴۲ شهروند دیگر زخمی شدند.

### بمبگذاری آمیا ۱۹۹۴
در ۱۸ ژوئیه ۱۹۹۴ انفجار یک خودرو ساختمان مرکز اسرائیلی آرژانتین (آمیا، انجمن دوجانبه اسرائیل و آرژانتین) در بوئنوس آیرس را هدف قرار داد که باعث کشته شدن ۸۵ نفر و زخمی شدن صدها نفر شد.

### بمب گذاری ایستگاه پلیس در ۲۰۱۱
در ۲۹ نوامبر ۲۰۱۱ یک بسته انفجاری پیشرفته (IED) که به ایستگاه اصلی پلیس در حومه بوئنوس آیرس در محله آولاندا فرستاده شده بود. انفجار این بسته باعث خراب شدن کل ساختمان پلیس و ساختمان‌های اطراف شد، ولی هیچ خسارت جانی ببار نیاورد. در صحنه پلیس جزوه‌ای از یک گروه آنارشی که خودشان را یک هسته شورشی ضد زندان بنام «ادواردو ماریا وازکوئز آگوییر» بدست آورد. گروه «ادواردو ماریا وازکوئز آگوییر» یک گروه شورشی اسپانیایی است که بر اساس گزارش‌های فرمانده پلیس آرژانتین را در سال ۱۹۰۹ در یک بمب گذاری به قتل رسانده‌است. در جزوه‌ای که بدست آمده بود در آن نوشته شده بود که این عملیات در انتقام به کشتن ۶ تن توسط افسران پلیس بوئنوس آیرس می‌باشد.

### بمب گذاری وزارت امنیت ۲۰۱۱
در ۲۱ دسامبر ۲۰۱۱ یک بسته انفجاری IED در فاصله ۱۰۰ متری فرماندهی وزارت امنیت در شهر بوئنوس آیرس منفجر شد. این انفجار تمامی ساختمان‌ها و خودروها را منهدم کرد ولی هیچ خسارت جانی ببار نیاورد. یک گروه که خودش را با نام «هسته توطئه برای گسترش بی نظمی» مسؤلیت این حمله را بعهده گرفته و اعلام کرد که حملات بیشتری را انجام خواهد داد.

### حمله ۲۰۱۳
در ۱۹ سپتامبر ۲۰۱۳ یک بسته انفجاری کوچک در مقابل مرکز فرماندهی ژاندارمری ملی آرژانتین منفجر شد. دو ژاندارم به‌طور مختصری مجروح شدند. هفت گروه مسؤلیت انفجار را بعهده گرفتند.

## گروه‌های ترور در مرز
تعدادی از گروه‌های اسلامی ترور در مرز آرژانتین و برزیل و پاراگوئه عمل می‌کنند.

## واکنش‌ها و تلاش‌های مبارزه با تروریسم
بعد از دو بمبگذاری در بوئنوس آیرس، سازمان‌های مسؤل ملی، ناحیه و محلی در آرژانتین طرح‌های ضد تروریستی خود را ارتقاء داده و تلاش‌های خود را افزایش دادند. دولت آرژانتین قوانین جدید ضد تروریستی جدیدی را وضع کرد.

### SIFEM 1996
در سال ۱۹۹۶ دولت آرژانتین قانون جدیدی بنام قانون فدرالی فوق‌العاده (SIFEM) و سیستم فوق‌العاده فدرالی تحت فرماندهی رئیس جمهور را تشکیل داد.

### قانون ضد تروریسم آرژانتین ۲۰۰۷
کنگره آرژانتین قانون ضد تروریسم را در سال ۲۰۰۷ تصویب کرد که بر روی پولشویی که حملات تروریستی را حمایت مالی می‌کرد را هدف قرار می‌داد.

### قانون ضد ترور ۲۰۱۱
در ۲۲ دسامبر ۲۰۱۱ کنگره آرژانتین قانون موجود مبارزه با تروریسم و جرائم مالی را بازنگری کرده و آنرا بروز کردند.